# 福島第一核電廠

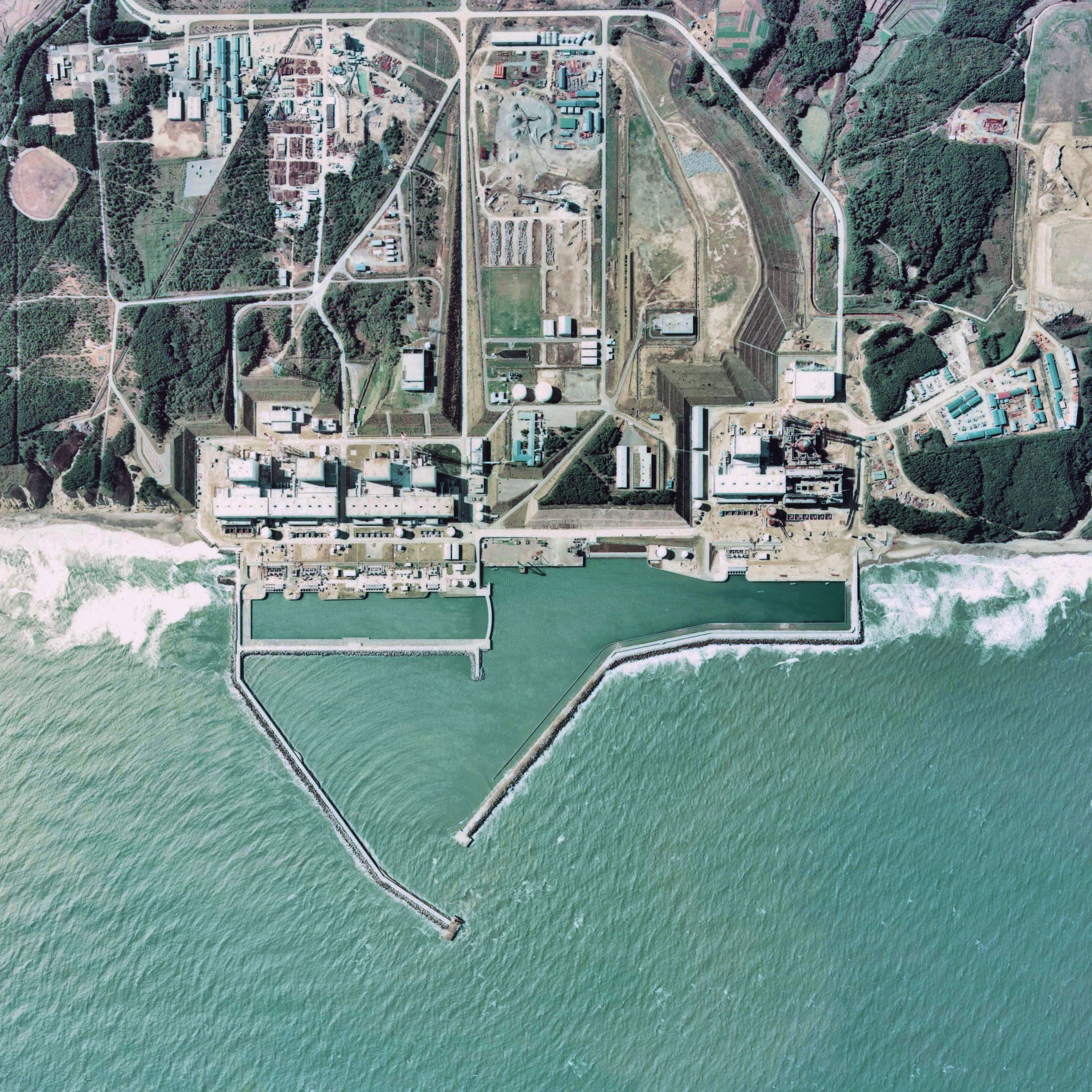
福島第一核電站1975年興建时影像

福島第一核电站座落於日本福島縣雙葉郡大熊町及雙葉町，為東京電力公司的第一座核能發電廠，簡稱「1F」。共設有六個機組，總發電量為4.7吉瓦（GW），曾是全世界25個發電量最大的發電場之一。首座機組於1971年開始運轉，計畫中的第七號機組預計於2013年運轉，第八號機組預計於2014年運轉。此發電廠在福島第二核電站的北方約10公里處。
該座核电站在2011年311大地震時受損，日本政府於3月11日宣布進入「核能緊急事態」，並且疏散住在福島縣附近約170,000名居民。根據日本原子力安全委員會的發言人良平汐見表示，政府官員們顧慮可能會發生堆芯熔毀。在事故發生之後，該電廠的第1至4號機組於2012年4月19日廢止；第5與6號機組雖未受損，但也於2014年1月31日廢止。而原本預計增加機組的計畫也終止進行，等於全電廠終止發電運作。日本政府與東京電力將福島第一核電廠完成廢爐的時間訂在2051年，但因清除核燃料碎片等相關作業的進度未如預期進行，因此被部分政府官員及專家認為無法如期完成。

## 沿革

1至5號機使用的典型沸水反應爐馬克1號截面圖。
橘色的部份為主要圍阻體結構，
1：爐心包含燃料棒與反應控制棒39，5：乏燃料池，8：壓力槽，10：混凝土屏蔽牆，11：乾井，18：水（濕井），19：圍阻體，上方的混凝土封蓋2可開啟交換燃料，20：底部基座，21：反應爐外建築物，22：燃料更換平台，24：抑壓室，25：排氣口，26：起重機，用來搬運燃料棒及替換組件，27乏燃料，28：冷凝液管，29：冷水管，來自渦輪發電機組，30：蒸氣管，往渦輪發電機組，39：反應控制棒，由31調整插入深度調節反應。
抑壓室在底部基座周圍形成一個環形槽。

- 1960年（昭和35年）11月29日：福島縣對東京電力，表明以提供雙葉郡建地為核能發電廠建廠的邀请。
- 1961年（昭和36年）9月19日：大熊町議會議決通過促使核能發電廠建廠之議案。
  - 10月22日：雙葉町議會議決通過促使核能發電廠建廠之議案。
- 1964年（昭和39年）12月1日：東京電力設置大熊町福島調査所（65年成立「福島核能建設準備事務所」、67年成立「福島核能建設所」）。
- 1966年（昭和41年）1月5日：申請公有水面填埋執照許可。
  - 7月1日：提出1號機反應堆設置許可申請。
  - 12月1日：取得1號機反應堆設置許可。
  - 12月23日：與周邊10漁協締結「漁業權損失補償協定」。
- 1967年（昭和42年）9月18日：提出2號機反應堆設置許可申請。
  - 9月29日：1號機開工。
- 1968年（昭和43年）3月29日：國家許可2號機反應堆設置。
- 1969年（昭和44年）4月4日：福島縣與東京電力之間締結「核電廠安全確保相關協定」。
- 1970年（昭和45年）1月23日：國家許可3號機反應堆設置。
  - 7月4日：1號機核燃料初始裝填。
  - 11月17日：1號機開始試運轉。（翌年5月11日實施記念式典禮）
- 1971年（昭和46年）2月22日：提出5號機反應堆設置許可申請。
  - 3月26日：1號機開始營業運轉。
  - 8月5日：提出4號機反應堆設置許可申請。
  - 9月23日：國家許可5號機反應堆設置。
  - 12月21日：提出6號機反應堆設置許可申請。
- 1972年（昭和47年）1月13日：國家許可4號機反應堆設置。
  - 12月12日：國家許可6號機反應堆設置。
- 1974年（昭和49年）7月18日：2號機開始營業運轉。
- 1976年（昭和51年）3月22日：「核電廠周邊地域安全確保相關協定」改定為「加上在地4町三者協定」。
  - 3月27日：3號機開始營業運轉。
- 1978年（昭和53年）4月18日：5號機開始營業運轉。
  - 10月12日：4號機開始營業運轉。
- 1979年（昭和54年）10月24日：6號機開始營業運轉。
- 2000年（平成12年）1月7日：向縣知事報告3號機實施預定MOX燃料裝載任務延期。
- 2001年（平成13年）2月26日：時任福島縣知事佐藤榮佐久（日语：佐藤栄佐久）對於3號機MOX燃料計劃、當面表明許可進行。
- 2002年（平成14年）8月29日：原子力安全保安院檢查東京電力核能發電廠・公佈補修作業處理不適當。
  - 10月25日：經濟產業省提出東京電力1號機反應堆圍阻體洩漏率試驗報告書造假。進一步、1號機接受為期1年停止運轉處分。
- 2003年（平成15年）4月15日：因有定期檢查時段重疊之因素，所以停止東京電力所有的運轉中之核電廠反應堆運轉。
  - 7月10日：福島縣知事佐藤榮佐久允許6號機再開始運轉。
- 2005年（平成17年）7月30日：1號機再開始運轉。
- 2006年（平成18年）12月5日：發生1號機復水器海水出入口温度測定資料報告書被篡改。
- 2007年（平成19年）7月24日：由於2007年新潟縣中越沖地震柏崎刈羽核電廠遭到一些事故，日本共産黨福島縣委員會、同縣議會議員團、為確保核電廠安全性以福島縣連絡會之名義連名要求東京電力提出「福島核電廠10基耐震安全性總檢查報告書」。[12]
- 2010年（平成22年）2月16日：福島縣知事2月開例行性縣議會，東京電力向福島縣議會申請「福島第1核電廠3號機MOX燃料實施計劃」，議會表明有條件的接受其計劃。同知事在去年縣議會對這計劃也檢討再開「能源政策檢討會」，因推行核燃料再利用為國家方針。亦談及玄海核電廠使用MOX燃料開始發電等之議題，也談及接受其計劃。[13]
  - 9月18日：3號機以MOX燃料發電、開始試運轉。
  - 10月26日：3號機MOX燃料發電、開始營業運轉。[14]
- 2011年（平成23年）3月11日 : 因2011年日本东北地方太平洋近海地震的影響造成1F所有的渦輪機及反應堆自動停止，之後亦發生緊急用的柴油發電機故障停止運轉。[15]隨之發生冷却水循環系統異常。為釋放圍阻體壓力也將蒸汽排放到大氣中，之後發生氫氣爆炸、接著建築物崩落等事故。（詳情參照福岛第一核电站事故）
  - 3月20日：日本內閣官房長官枝野幸男明确表示，在這次東北關東大地震當中遭到破壞的核電廠，將會廢棄，不會修复再度運作。[16]
- 2013年（平成25年）11月18日：東電開始將4號機的燃料棒取出，最先取出的是尚未使用的202支，然後再取出已使用的1331支。這些燃料棒將被搬移儲存在100公尺以外的共同強化池，大概需要費時一年才能完成這些工作。[17]
- 2023年7月起，東京電力允许民众参观福岛第一核电站。[18]

## 核電站機組設備
1號機、2號機和6號機反應堆都是由通用电气供應，3號機和5號機反應堆改由东芝供應，4號機的反應堆又換為日立製作所供應。通用電氣的機組的建築設計是由電氣聯結分享公司主導，其它機組的建築設計則是由供應商自行負責。鹿島建設承包完成所有相關建造工程。從2010年9月開始，3號機核燃料开始部分使用混合氧化物核燃料（总计32盒MOX燃料组件）。
1號機的沸水反應堆是於1967年7月建造完工。於1971年3月26日開始正式進行工業發電。原本計畫於2011年3月26日終止運轉。但是，在2011年311大地震事件中，遭受嚴重損壞。1號機設計能夠抵擋尖峰地表加速度為0.18 g(1.74 m/s2)的地震，其響應譜建立於像1952年克恩縣地震一類的地震。在尖峰地表加速度為0.125 g(1.22 m/s2)長達30秒時間的1978年宮城地震之後，所有機組又重新經過嚴格檢驗，但並沒發現反應堆的關鍵零組件遭受任何損壞 。

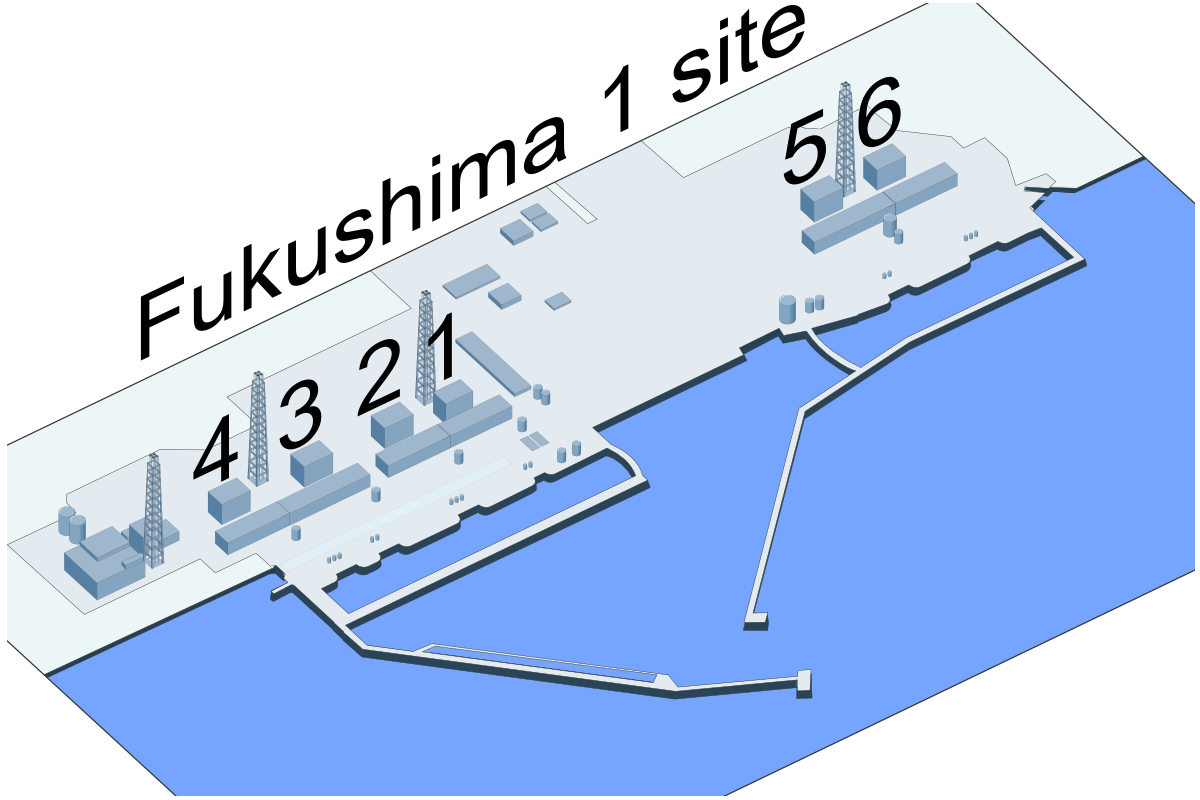
機組佈局

| 機組           | 反應堆類型            | 開始運轉日期   | 停止運轉日期                            | 總裝機容量 | 反應爐廠商 | 建築設計 | 土木施工 | 建設成本 （日圓） | 燃料、裝載量 | 所在地 |
| -------------- | --------------------- | -------------- | --------------------------------------- | ---------- | ---------- | -------- | -------- | ----------------- | ------------ | ------ |
| 1號機          | 沸水反应堆 BWR-3      | 1971年3月26日  | 2011年3月11日事故停止 2012年4月20日廢止 | 46.0萬千瓦 | 通用电气   | Ebasco   | 鹿島建設 | 約390億           |              | 大熊町 |
| 2號機          | 沸水反應堆 BWR-4      | 1974年7月18日  | 2011年3月11日事故停止 2012年4月20日廢止 | 78.4萬千瓦 | 通用电气   | Ebasco   | 鹿島建設 | 約560億           |              | 大熊町 |
| 3號機          | 沸水反應堆 BWR-4      | 1976年3月27日  | 2011年3月11日事故停止 2012年4月20日廢止 | 78.4萬千瓦 | 東芝       | 東芝     | 鹿島建設 | 約620億           | MOX燃料      | 大熊町 |
| 4號機          | 沸水反應堆 BWR-4      | 1978年10月12日 | 2011年3月11日事故停止 2012年4月20日廢止 | 78.4萬千瓦 | 日立       | 日立     | 鹿島建設 | 約800億           |              | 大熊町 |
| 5號機          | 沸水反應堆 BWR-4      | 1978年4月18日  | 2014年1月31日廢止                       | 78.4萬千瓦 | 東芝       | 東芝     | 鹿島建設 | 約900億           |              | 雙葉町 |
| 6號機          | 沸水反應堆 BWR-5      | 1979年10月24日 | 2014年1月31日廢止                       | 110萬千瓦  | 通用电气   | Ebasco   | 鹿島建設 | 約1750億          |              | 雙葉町 |
| 7號機 （计划） | 改良型沸水反應堆 ABWR | 計畫中止       |                                         | 138萬千瓦  |            |          |          |                   |              |        |
| 8號機 （计划） | 改良型沸水反應堆 ABWR | 計畫中止       |                                         | 138萬千瓦  |            |          |          |                   |              |        |

## 歷史事件

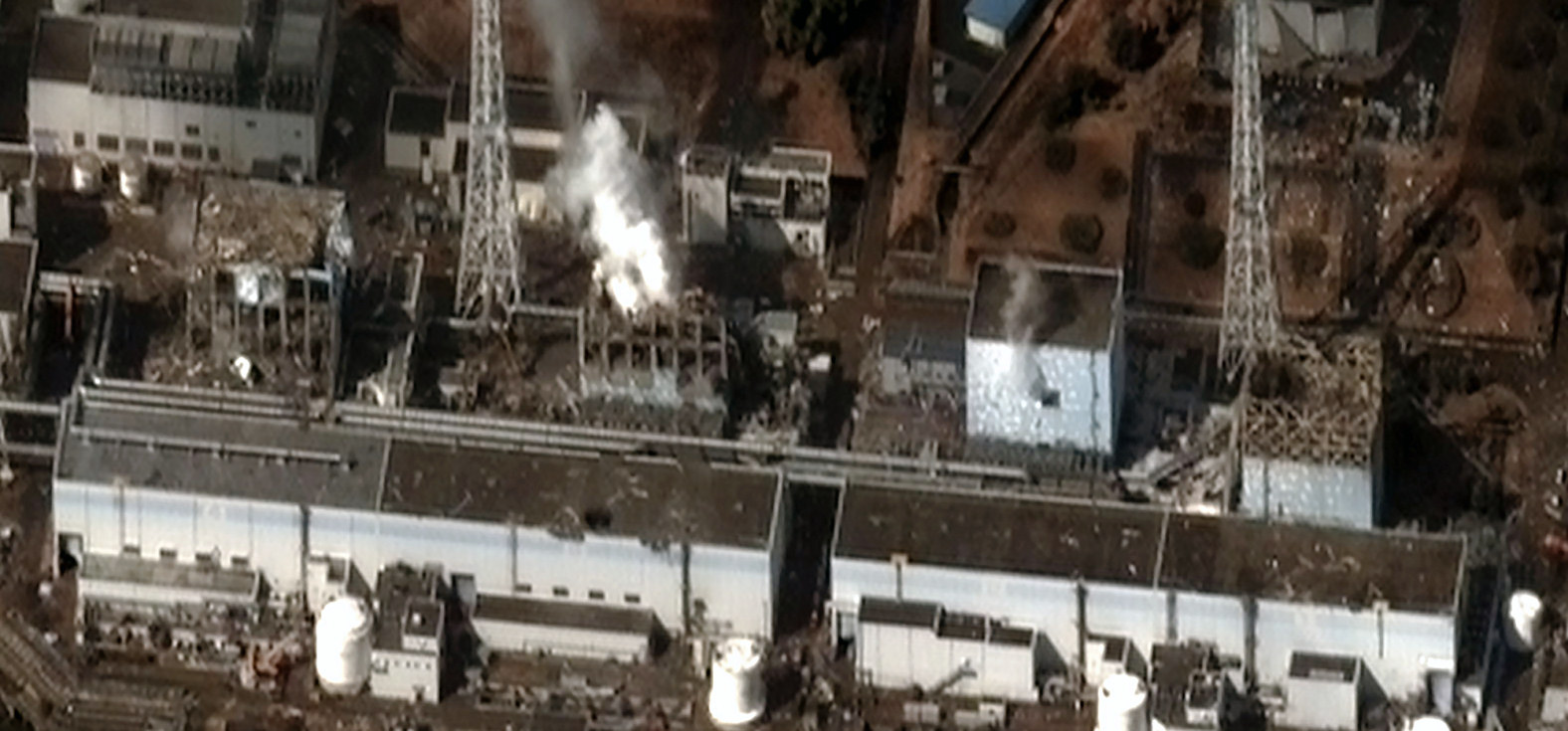
3月16日衛星拍攝的福島第一核電廠影像。從右至左分別是在事故中嚴重損壞的1號機至4號機組。

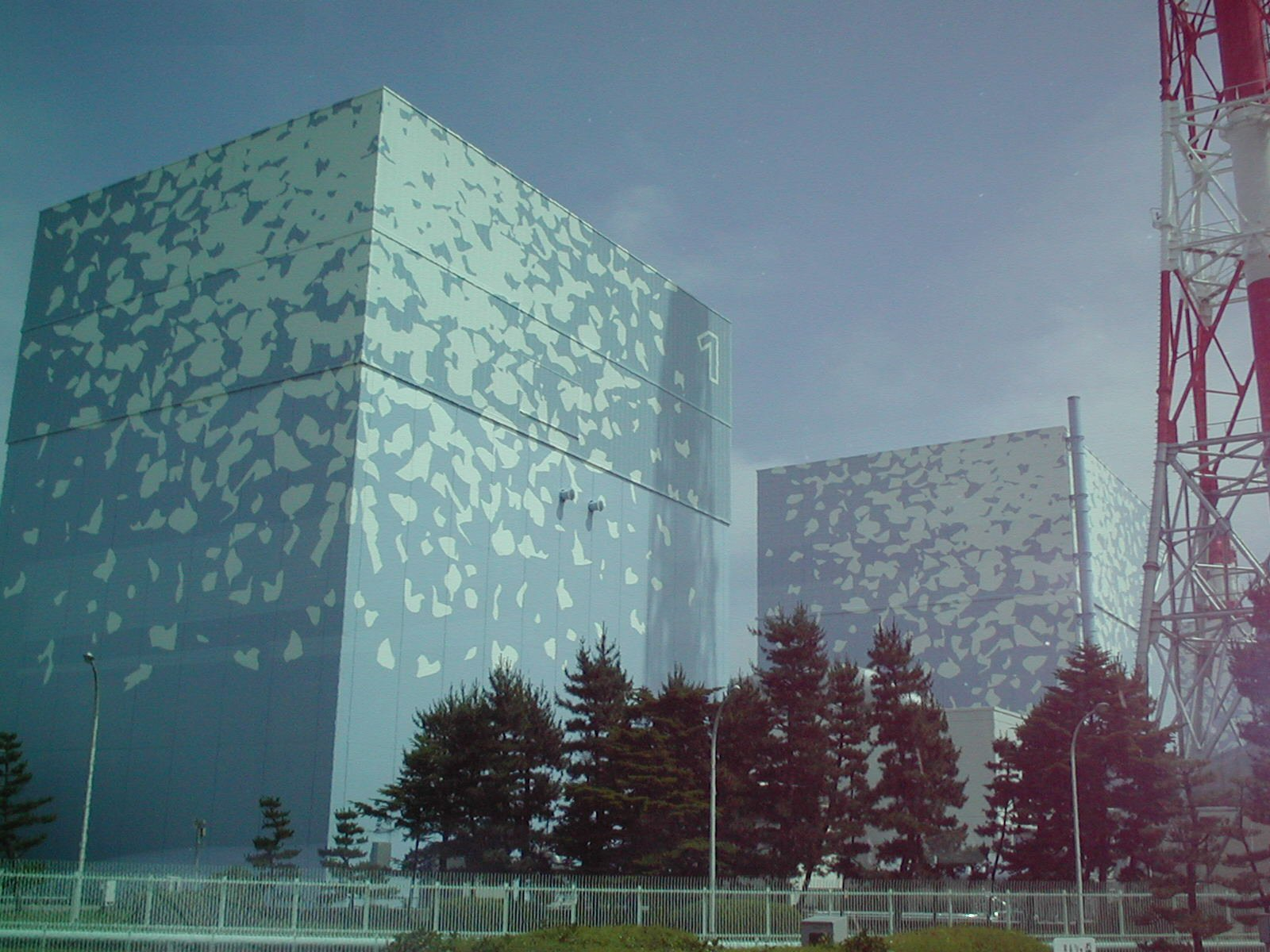
爆炸前的1號機景像（圖左，1999年攝），可以觀察到下層混凝土建築與上層覆蓋物之間的連接橫線。上層覆蓋物於2011年3月12日因氫氣爆炸而炸毀，只遺留下在下方的混凝土建築。樹木與電燈桿顯示出 1號機的大約尺寸。

- 1976年4月2日，區域內發生火災，但沒有對外公開。然而內部有人向田原總一郎告發，才讓外界得知。被舉報後一個月，東京電力公司承認了這一事故。
- 1978年11月2日三号机发生日本首次的临界事故，不过该事故直到2007年3月22日才被披露[24]。
- 1990年9月9日，3號機發生國際核事件分級表中的第二級事件。因主蒸汽隔離閥停止針損壞，反應爐壓力上升，引發「中子束過量」訊號，導致自動停止。
- 1998年2月22日，4號機於定期檢査中，137根控制棒中的34根在50分鐘間、全部被拔出25分之1(缺口約15cm)。
- 2011年3月11日，因受東北地方太平洋近海地震影響，核電站當天起停止運作，並多次發生爆炸，並定義為4級核災變（1號機：3月12日、3號機：14日，2號機及4號機亦於15日傳出爆炸聲，其中4號機更于15日和16日两次發生火災），此次事故稱為福島第一核電站事故。
- 2011年3月14日法國原子能安全委員會（ASN）根據1至7的國際分級制，日本發生的核能事故可認定為第5級或第6級，與美國1979年的三哩島事件相當。
- 2011年3月16日根據日本朝日新聞社報導，國際原子能總署IAEA已經將此次日本福島核災定義為6級核災變，僅次於被列為7級的俄國車諾比事件，不過若狀況繼續惡化，IAEA不排除將福島核災級數往上調，6座反應堆的狀態岌岌可危。東京電力表示、搶救3號反應堆為最高優先，次為4號反應堆。4號機15日上午爆炸，外牆裂出2個8m²破洞，造成置放廢燃料棒的儲水池曝露於大氣中。1號反應堆12日爆炸，堆心有熔毀情況，估計燃料棒70%受損。2號反應堆15日爆炸，堆心亦有熔毀情況，燃料棒30%受損。不過，東京電力表示，2號反應堆溫度已趨穩定，堆內壓力也已下降。5號及6號反應堆15日出現溫度微升，正灌水進入這2座反應堆中，以冷卻降溫。[25]
- 2011年3月19日根據日本時事通信社報導，5號機，19日上午恢復冷卻功能，且5、6號機的廢燃料池水，亦開始循環。東京電力表示，1、2號機的供電功能還在努力恢復。原子力安全保安院表示，1、2、5、6號機，19日可望連結外部電源。3、4號機，在20日也可望恢復外部供電。[26]
- 2011年3月31日東京電力宣布1至4號機組報廢。
- 2022年2月，日本當局发现福岛第一核电站1号机组容器基座侧面有黑色块状物体，随后调查一度中止。11月26日，为取出福岛第一核电站1号机组内已熔化的核燃料，东京电力公司決定于12月上旬重启对1号机组核反应堆容器内部的调查[27]
- 2024年11月7日，東京電力公司宣布成功從2號機組中取出大小約5毫米，重量約０.7克的核燃料碎片，並在碎片中偵測出鈾元素在核分裂時產生的銪-154與鈷-60[28][29][30][31]。
- 2025年4月23日，東京電力公司宣布再度成功從2號機組中取出大小不到7毫米，且重量不到3公克的核燃料碎片，並規畫在下次的碎片清除試驗中使用可在更廣泛的範圍內移動的機械手臂[32][33][34][35]。

### 機組搶救現況
| 機組  | 反應堆類型  | 溫度升降      | 反應堆廠房                | 堆芯       | 燃料棒  | 搶救順序 | 搶救成效            | 備註                                            |
| ----- | ----------- | ------------- | ------------------------- | ---------- | ------- | -------- | ------------------- | ----------------------------------------------- |
| 1號機 | 沸水型BWR-3 | 已降          | 3月12日爆炸               | 有熔毀情況 | 受損70% | (④)      | 3月19日 恢復供電    | 穩定                                            |
| 2號機 | 沸水型BWR-4 | 溫度已趨穩定  | 3月15日爆炸               | 有熔毀情況 | 受損30% | (⑤)      | 3月19日 恢復供電    | 穩定/堆內壓力下降                               |
| 3號機 | 沸水型BWR-4 | 上升中        | 14日上午爆炸              | 有熔毀情況 |         | (①)      | 3月20日 恢復供電    | 屋頂受損                                        |
| 4號機 | 沸水型BWR-4 | 上升中        | 15日上午火災 16日上午火災 | 有熔毀情況 |         | (②)      | 3月20日 恢復供電    | 外牆裂出2個8m²破洞，廢 燃料棒儲水池曝露於大氣中 |
| 5號機 | 沸水型BWR-4 | 15日 溫度微升 | 否                        | 否         | 無受損  | (③)      | 18日晚10點 恢復供電 | 緊急用柴油發電機， 已恢復作業                   |
| 6號機 | 沸水型BWR-5 | 15日 溫度微升 | 否                        | 否         | 無受損  | (③)      | 18日晚10點 恢復供電 | 緊急用柴油發電機， 已恢復作業                   |

## 參见
- 2011年日本東北地方太平洋近海地震
- 控制棒拔出事件（日语：制御棒引き抜け事象）
- 東北綜警常駐（日语：東北綜警常駐）
- 混合氧化物核燃料
- 法國原子能安全委員會（ASN）
- 美国核能管理委员会（NRC）
- 美国原子能委员会（AEC）